# 白石山林业局
白石山林业局是一个位于中华人民共和国吉林省蛟河市的类似乡级单位，亦是中国吉林森林工业集团所属的一个林业局。
白石山林业局始建于1960年，总经营面积13.4万公顷，活立木总蓄积1,656.8万立方米，森林覆被率95.1%。

## 行政区划
白石山林业局下辖以下单位：
白石山林场、黄松甸林场、琵河林场、漂河林场、双山林场、胜利河林场、大石河林场、双山阔叶种子园、新发苗圃。